# Alexeï Stantchinski
Alexeï Vladimirovitch Stantchinski (en russe : Алексей Владимирович Станчинский) est un compositeur et pianiste russe né le 9 mars 1888 à Obolsounovo (gouvernement de Vladimir) et mort le 6 octobre 1914  près de Logatchiovo (gouvernement de Smolensk).

## Biographie
Alexeï Stantchinski commence à composer et jouer ses œuvres à l’âge de six ans. En 1899, sa famille s'installe à Logatchiovo, et à partir de 1904 il visite fréquemment Moscou où il prend des leçons privées de piano auprès de Josef Lhévinne et de Konstantin Eïgues, d’harmonie et contrepoint chez Nikolaï Jiliaïev et de composition chez Alexandre Gretchaninov. C’est ce dernier qui présente le jeune musicien à Sergueï Taneïev, et, en 1907, Stantchinski entre dans la classe de composition au Conservatoire de Moscou (parallèlement il apprend le piano auprès de Constantin Igoumnov).
Après la mort de son père en 1908, Stantchinski souffre d’une maladie mentale et on l’installe en maison d’aliénés. Vers 1910, son état s’améliore et il retourne à la vie musicale. Ses œuvres parues à ce temps révèlent une maturité en une liberté de style. Il commence à apprendre la musique populaire, fait connaissance avec Alexandre Scriabine et Nikolaï Medtner et reprend ses études avec Eïges. Son concert dans la Petite salle du conservatoire de Moscou, où il joue ses propres œuvres parmi autres, a beaucoup de succès, mais sa santé s’aggrave et il va en Crimée. Au début d’octobre 1914, il revient à Logatchiovo mais quelques jours après il se noie dans la rivière. Les circonstances de sa mort restent inconnues jusqu’aujourd’hui.

## Œuvres
Au début de sa carrière, Stantchinski est sous l’influence d'Alexandre Scriabine et Edvard Grieg et son harmonie est, dans une certaine mesure, pareille à celle de Modeste Moussorgski. Plus tard, il forme son propre style marqué par des expériences avec le rythme et une grande maîtrise polyphonique. Il quitte aussi l’harmonie chromatique pour les structures sans tonalité fixée, en créant un espace pandiatonique. Ses œuvres pour piano sont remarquables par leur emploi de mesures inhabituelles, à cinq temps, à sept temps, à onze temps, et même à dix-sept temps (Andante epico, no 6 des Douze esquisses op.1 de 1911).
La plupart de ses compositions restent inédites pendant sa vie. Pendant les années 1920, à l’aide de Nikolaï Jiliaïev et d'Anatoli Alexandrov, quelques pièces paraissent et ce n’est qu’en 1960 que ses œuvres complètes pour piano seront publiées.

## Discographie
- L'Œuvre pour piano, vol. 1 – Olga Solovieva (ru), piano (avril/juillet 2018, Grand piano) (OCLC 1152173933)
- Musique pour piano – Witold Wilczek, piano (2021, Dux) (OCLC 1260634627)
- Musique pour piano – Peter Jablonski, piano (2021, Ondine) (OCLC 1255716958)

## Source
- (ru) Cet article est partiellement ou en totalité issu de l’article de Wikipédia en russe intitulé « Станчинский, Алексей Владимирович » (voir la liste des auteurs).